# Christel Baras
Christel Baras, née en 1965 et morte le 6 août 2025, est une journaliste, actrice, réalisatrice, productrice et directrice de casting française. 

## Biographie
Christel Baras naît en 1965. 
De 18 ans à 20 ans, elle est stagiaire et travaille comme journaliste à Paris pour Antenne 2 et Europe 1, avant de quitter la profession qu'elle juge « sexiste ». 
Christel Baras s'oriente alors vers la production cinématographique. Elle travaille à l'Institut national de l'audiovisuel (INA), où elle rencontre Jacques Doillon. Elle travaille pour lui en régie puis en casting pour son approche documentariste et caste Victoire Thivisol pour le rôle de la petite Ponette. 
Christel Baras se fait connaître pour son travail de directrice de casting, qu'elle exerce plus de vingt ans pour de nombreux réalisateurs comme Céline Sciamma, Louis Garrel, Jacques Audiard, Lucie Borleteau et Emmanuelle Bercot. 
Elle découvre en casting sauvage l'actrice Adèle Haenel à 11 ans à l'hiver 2000 dans la cour de récréation de son école à Montreuil pour le film Les Diables de Christophe Ruggia. Elle présente ensuite l'actrice à Céline Sciamma pour le film Naissance des pieuvres, pour laquelle elle devient directrice de casting sur l'ensemble des films qui suivent. 
Pour le casting de Portrait de la jeune fille en feu, le casting s'oriente sur la « puissance des sentiments » et sur la synergie du duo. Il est d'abord envisagée pour la peintre de prendre une actrice étrangère, puis face à la barrière de la langue pour faire ressortir l'intensité des émotions, ce sont les actrices françaises Noémie Merlant et Adèle Haenel connue par Christel Baras qui l'emportent finalement. 
Christel Baras est occasionnellement actrice pour des rôles secondaires dans les films de Céline Sciamma, notamment comme faiseuse d'anges dans Portrait de la jeune fille en feu. 
Elle est présidente de l'Association des responsables de distribution artistique. 
Elle est membre du Collectif 50/50 qui a pour but de promouvoir l’égalité des femmes et des hommes et la diversité dans le cinéma et l’audiovisuel,.
Elle décède le 6 août 2025 à l'âge de 60 ans.

## Filmographie
- 2006 : Novice : mère
- 2007 : Naissance des pieuvres de Céline Sciamma : l'inspectrice
- 2007 : Darling de Christine Carrière : Madame Blanchard
- 2011 : Tomboy de Céline Sciamma : la mère de Lisa
- 2019 : Portrait de la jeune fille en feu de Céline Sciamma : la faiseuse d'anges
- 2021 : Cette musique ne joue pour personne de Samuel Benchetrit : caissière 2